# Terence Lewin
Terence Lewin (Dover, Inglaterra, 19 de novembro de 1920 — 23 de janeiro de 1999) foi um militar da Marinha do Reino Unido.
Atuou na Segunda Guerra Mundial no comando do HMS Ashanti. Também foi o comandante dos seguintes navios da "Royal Navy"; HMS Corunna em 1955, HM Yacht Britannia em 1957, HMS Urchin em 1962, HMS Tenby em 1963 e HMS Hermes em 1966.
Durante a Guerra das Malvinas participou do Gabinete de Guerra.